# 북부짧은꼬리땃쥐
북부짧은꼬리땃쥐(Blarina brevicauda)는 짧은꼬리땃쥐속에 속하는 가장 큰 땃쥐류로, 북아메리카 동북부 지역에서 볼 수 있다. 굴을 파는 성질을 갖고 있으나 강하지는 않고, 매우 활동적이며 식충성을 띠며, 다양한 서식지에서 산다. 독 포유류의 일종이다. 학명 "브레비카우다"(brevicauda)는 "짧은 꼬리"를 의미하는 라틴어 "브레비스"(brevis)와 "카우다"(cauda)의 합성어이다.

## 아종
11종의 아종이 알려져 있다.
- Blarina brevicauda brevicauda
- Blarina brevicauda aloga
- Blarina brevicauda angusta
- Blarina brevicauda churchi
- Blarina brevicauda compacta
- Blarina brevicauda hooperi
- Blarina brevicauda kirtlandi
- Blarina brevicauda manitobensis
- Blarina brevicauda pallida
- Blarina brevicauda talpoides
- Blarina brevicauda telmalestes